# Zbór ewangelicko-augsburski we Wrześni
Zbór ewangelicko-augsburski we Wrześni – do 1945 samodzielna parafia (od 1817 Kościoła Ewangelicko-Unijnego), a obecnie filiał Września Parafii Ewangelicko-Augsburskiej w Poznaniu, w diecezji pomorsko-wielkopolskiej.
Ewangelickie osadnictwo we Wrześni i okolicach rozpoczęło się w XVIII wieku. W 1758 luteranie otrzymali od właściciela miasta, Michała Ponińskiego, prawo do zgromadzeń religijnych i zgodę na prowadzenie szkoły. Adam Poniński potwierdził ten przywilej w 1760, a w 1778 podarował na cele sakralne budynek oranżerii pałacowej, domy dla pastora i kantora, pole uprawne i działkę przeznaczoną na cmentarz. Parafia powstała w 1779, a jej pierwszym duszpasterzem został ks. Martin August Marggraf ze Śmigla. W 1822 świątynię całkowicie przebudowano w stylu klasycystycznym, a w 1895 zbudowano nową, neogotycką (obecnie rzymskokatolicki Kościół Świętego Ducha we Wrześni). 
Z pierwotnego, rozległego obszaru parafii, wydzielano kolejne, m.in. w 1895 w Węgierkach. Istniało też kilka dalszych wiejskich zborów. W 1902 wzniesiono duży dom parafialny.
Po 1945 katolicy przejęli większość opuszczonych kościołów. Nieliczni pozostali ewangelicy jeździli na nabożeństwa do Gniezna, Konina i Poznania. W 1999 odzyskano budynek, w którym urządzono kaplicę domową. Konsekracja miała miejsce 9 listopada 2003, a 16 kwietnia 2004 formalnie utworzono filiał parafii poznańskiej. Nabożeństwa odbywają się w każdą drugą niedzielę miesiąca o godz. 15:00.